# Charmes (Haute-Marne)
Charmes  ist eine französische Gemeinde mit 149 Einwohnern (Stand: 1. Januar 2022) im Département Haute-Marne in der Region Grand Est (vor 2016 Champagne-Ardenne). Sie gehört zum Kanton Nogent und zum Arrondissement Langres. 

## Lage
Im Gemeindegebiet wird das Flüsschen Val de Gris zum Stausee Réservoir de Charmes aufgestaut.
Nachbargemeinden sind:
|                 | Rolampont                                   |         |
| Rolampont       | Kompassrose, die auf Nachbargemeinden zeigt | Changey |
| Humes-Jorquenay | Champigny-lès-Langres                       | Bannes  |

## Bevölkerungsentwicklung
| Jahr                       | 1962 | 1968 | 1975 | 1982 | 1990 | 1999 | 2008 | 2016 |
| -------------------------- | ---- | ---- | ---- | ---- | ---- | ---- | ---- | ---- |
| Einwohner                  | 118  | 98   | 110  | 124  | 115  | 153  | 141  | 146  |
| Quellen: Cassini und INSEE |      |      |      |      |      |      |      |      |